# Orithales serraticornis
Orithales serraticornis (лат.) — вид щелкунов из подсемейства Dendrometrinae. Единственный представитель рода Orithales.

## Описание
Щелкуны не крупных размеров. Тело удлинённое, одноцветное. Лобный киль разбит на два надусиковых киля. Усики самцов гребенчатые, у самок остропиловидные начиная с четвёртого сегмента. Передний край воротничка переднегруди округлый, находится на одном уровне с передними углами проплевр. Задний край проплевр с явственной выемкой. Бедренные покрышки задних тазиков сужаются по направлению наружу несильно и слабо неравномерно. Все сегменты лапок без лопастинок.

## Систематика
В составе вида три подвида:
- Orithales serraticornis serraticornis (Paykull, 1800)
- Orithales serraticornis yatsuensis Kishii, 1966
- Orithales serraticornis yezoensis Miwa, 1934

## Распространение
Широко распространён в Палеарктике от Европы до Дальнего Востока.